# Brandon Flowers
Brandon Flowers (Henderson, Nevada, 21 de juny de 1981) és el vocalista i sintetitzador de la banda estatunidenca The Killers. Va ser criat a Payson i posteriorment a Nephi (Utah) en el si d'una família membre de l'Església de Jesucrist dels Sants dels Darrers Dies, sent el més petit de sis germans (quatre germanes i un germà). Després va tornar a Henderson amb la seva família quan tenia 12 anys.
Mentre escoltava la ràdio al cotxe després del seu primer dia de classes a la universitat, Flowers va escoltar la cançó "Changes" de David Bowie. Se'n va enamorar i va decidir que volia formar part de la indústria de la música. Flowers es va unir amb una banda coneguda com a «Blush Response», però va ser expulsat el 2001 quan va refusar mudar-se amb la resta d'ells a Los Angeles, Califòrnia. The Killers es va fundar posteriorment, quan Flowers va respondre a un anunci del guitarrista David Keuning de Las Vegas que buscava un vocalista per formar una banda. Mark Stoermer es va convertir en el baixista i Ronnie Vannucci en el bateria.
Flowers es va casar el 2 d'agost de 2005 amb Tana Munblowsky, propietària d'una prestigiosa botiga de Las Vegas (Ara treballa a Betsey Johnson). El casament es va celebrar a Hawaii amb una cerimonia íntima i privada. Tot i que és mormó; Flowers fuma tabac, beu alcohol i fa servir maquillatge, hàbits que la seva religió desaprova.
La banda The Killers es caracteritza pels seus jocs d'homoeròtics entre els seus integrants. Les lletres d'"Andy, You're a Star" tenen temes de contingut homosexual i que han qüestionat l'orientació sexual de Flowers o bé l'han caracteritzat com a homosexual o bisexual. Flowers ha dit que el tema "Andy, You're a Star" (on es parla de l'amor d'un adolescent per un company de classe) es "pot interpretar lliurement". Altres declaracions que Flowers ha fet respecte a la seva orientació sexual és que "no hi està en desacord", però va dir "No sóc gai". No obstant això, Flowers defensa els drets d'igualtat per als homosexuals.

## Carrera
Flowers va respondre a un anunci que Dave Keuning havia col·locat al Las Vegas Weekly a finals de 2001, i després es van convertir en els Killers. Després de diversos baixistes i bateria de curta durada, Flowers i Keuning es van unir pel baixista Mark Stoermer i el bateria Ronnie Vannucci, i la formació es va fer oficial l'agost de 2002. Entre el 2003 i el 2017, van llançar cinc àlbums d'estudi consecutius i han venut més de 22 milions de discos a tot el món. The Killers es troben entre els artistes que han passat més de 1.000 setmanes a les llistes de música del Regne Unit durant la seva carrera. Flowers va escriure la lletra del senzill "All These Things That I've Done" i la seva popular tornada "I Got Soul, But I'm Not A Soldier" que figurava entre les "100 millors cançons de tots els temps" de The Daily Telegraph. i va guanyar una de les set nominacions als Grammy de la banda. També és l'autor de la lletra del senzill "Mr. Brightside", que ostenta el rècord de la majoria de setmanes passats a la llista de singles del Regne Unit (5 anys o 260 setmanes i comptant). El seu segon àlbum, Sam's Town, va rendir homenatge a la ciutat natal i la família de Flowers, i va fer que la banda va guanyar els seus primers BRIT Awards (Millor àlbum i grup internacional), i va incloure el senzill "When You Were Young". Abans de llançar el seu primer àlbum número 1 de Billboard 200 Wonderful Wonderful (2017) i el primer senzill "The Man", la banda va fer una pausa d'un any durant el qual Flowers va llançar el seu segon àlbum en solitari i el més ben valorat fins a aquesta data.
El 4 de juliol de 2010, els Killers van encapçalar el Concert de l'USO "Salut a l'exèrcit" a la Casa Blanca. Van interpretar "God Bless America" i els favorits del seu catàleg. El 22 de juny de 2013, els Killers van encapçalar l'estadi de Wembley amb capacitat per a 90.000 persones, el seu espectacle individual més gran fins ara.

## Carrera en solitari (2010-present)
Flamingo (2010–11)

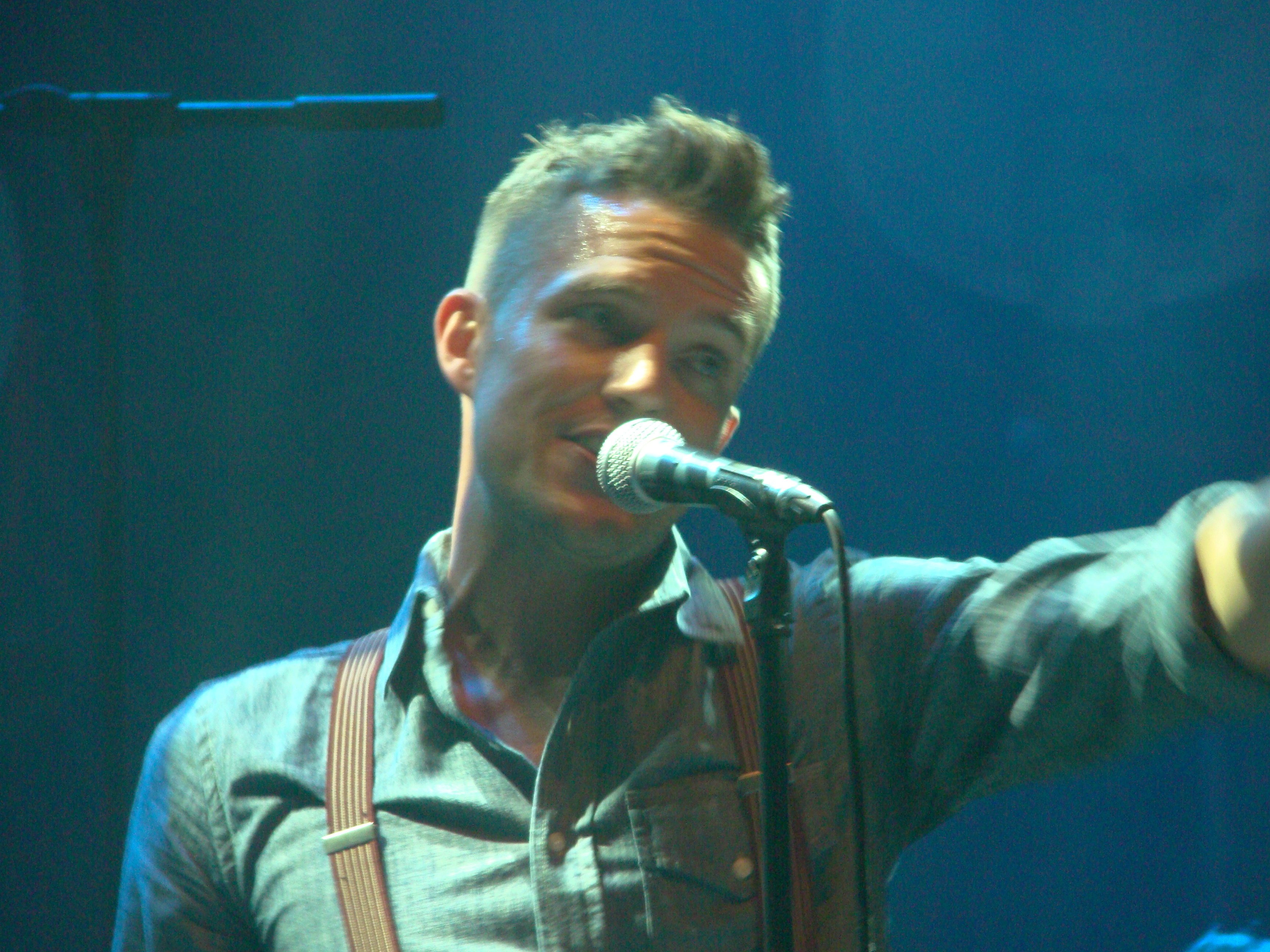
Flowers on the Flamingo Road Tour el 2010

Flowers va debutar el seu acte en solitari al Shimmer Showroom de Las Vegas el 15 d'agost de 2010. SPIN més tard el va nomenar un dels "15 millors espectacles de l'estiu" "Brandon Flowers Plays First Solo Show". August 16, 2010. Retrieved November 20, 2017. abans d'enumerar el Flamingo Road Tour com un dels "25 millors gires de tardor"/"must-see fall tours".
L'àlbum de debut en solitari de Flowers, Flamingo, va ser llançat a tot el món i es va classificar entre els deu millors àlbums de deu països, inclòs el Regne Unit, on va ocupar el número u. L'àlbum va tenir una gran influència de la ciutat natal de Flowers, Las Vegas, Nevada, i va guanyar a Flowers una nominació al Q Wards al millor artista masculí (2010). El primer senzill de Flamingo, "Crossfire", va ser llançat el 21 de juny. Es va convertir en el primer single dels deu primers de Flowers al Regne Unit com a artista solista i va ser certificat de plata per la BPI. El vídeo de "Crossfire" va comptar amb l'actriu Charlize Theron i va ser nominat al millor vídeo als premis NME. Flamingo va ser el quart àlbum d'estudi consecutiu de Flowers en assolir el núm. 1 a les llistes del Regne Unit, inclòs el treball dels Killers, que posteriorment van guanyar altres dos número 1 consecutius del Regne Unit.

## L'efecte desitjat (2015)

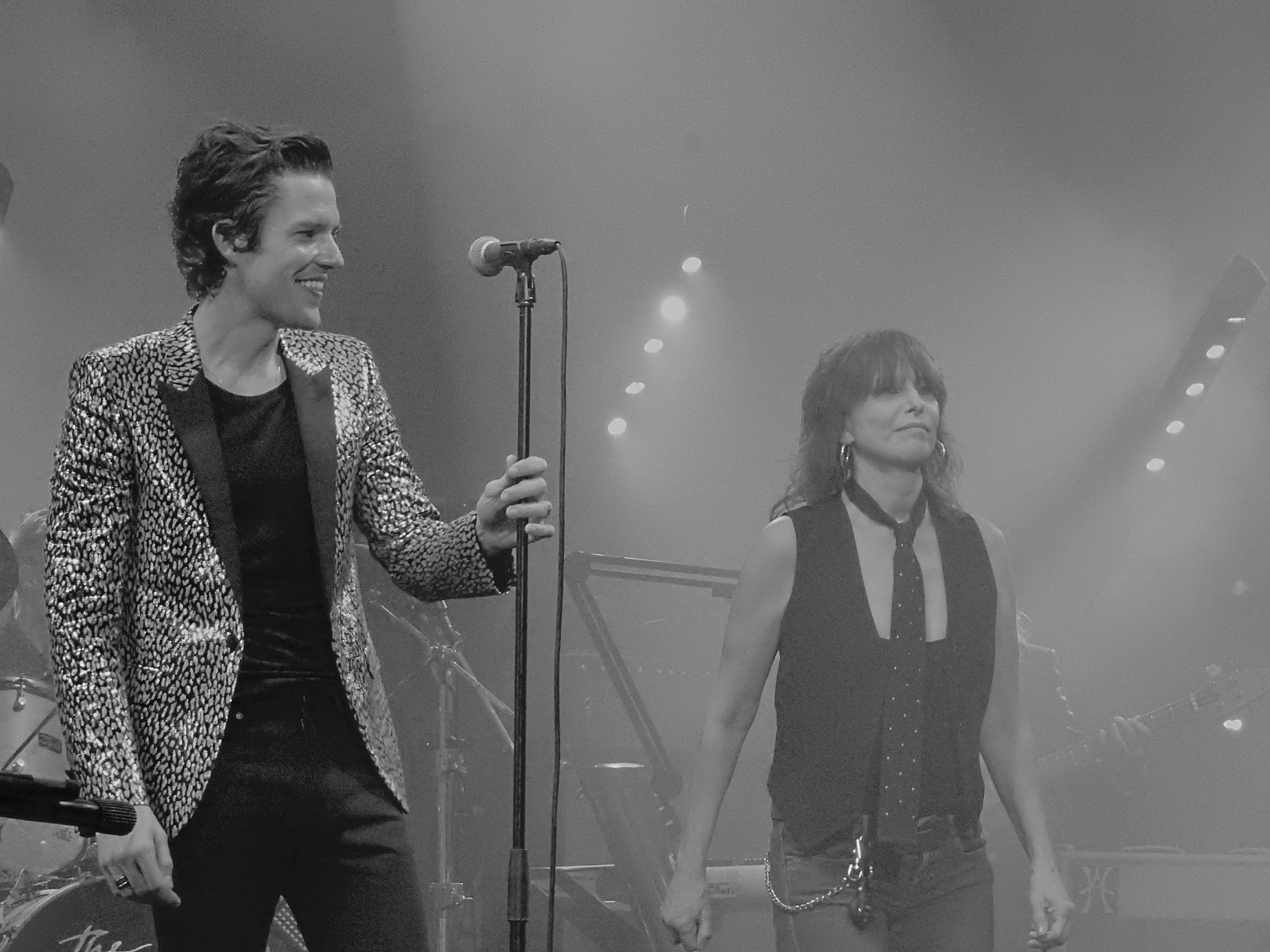
Flowers amb Chrissie Hynde a la gira The Desired Effect el 2015

Després que alguns dels membres de la banda volien "prendre una pausa de les gires i la cursa de rates", Flowers va decidir continuar i gravar un segon àlbum en solitari. The Desired Effect es va publicar el 15 de maig de 2015. L'àlbum va debutar al número u de la llista d'àlbums del Regne Unit, convertint-se en el segon àlbum número u consecutiu de Flowers en solitari. Flowers va declarar que l'àlbum "definitivament seria diferent" del seu últim àlbum, i es va referir al productor Ariel Rechtshaid (Vampire Weekend, HAIM, Taylor Swift) com el seu "co-capità". L'àlbum va comptar amb actuacions d'artistes notables com Bruce Hornsby, Tony Levin (Peter Gabriel), Joey Waronker (Beck), Carlos Alomar (David Bowie) i Kenny Aronoff (John Mellencamp). The Desired Effect és l'àlbum més alt de Flowers fins ara a Metacritic i premiat com l'Àlbum de l'any (2015) per "The San Francisco Examiner". Les crítiques van descriure positivament l'àlbum com el millor treball de Flowers des de Hot Fuss. L'àlbum va ser precedit per senzills ressenyats positivament "Can't Deny My Love", "Still Want You", "Lonely Town" i "I Can Change". Diverses cançons de l'àlbum es van incloure a les llistes de millors cançons del 2015 fins ara per publicacions com SPIN, NPR i Mashable. A meitat del 2015, USA Today va classificar l'àlbum com un dels cinc millors àlbums del 2015 fins ara.

La gira Desired Effect va incloure actuacions a Europa i Amèrica del Nord; va durar fins a l'1 d'octubre de 2015. MTV va valorar amb cinc estrelles la parada de la gira de Flowers a la "Brixton Academy" de Londres. Flowers es va presentar per al president Barack Obama el 2015 a la "National Clean Energy Summit". Flowers també va actuar al "Royal Variety Performance" (2015) al Royal Albert Hall per a membres de la família reial britànica.
Flowers va ser un dels dos artistes preferits als quals se'ls va demanar interpretar "Be Still" i "Home Means Nevada" al funeral de l'antic líder de la majoria del Senat dels Estats Units Harry Reid el 8 de gener de 2022.

## Col·laboracions
A més del seu treball amb els Killers, Flowers ha col·laborat amb Alex Cameron, Avicii, New Order, i Robbie Williams.

## Vida personal

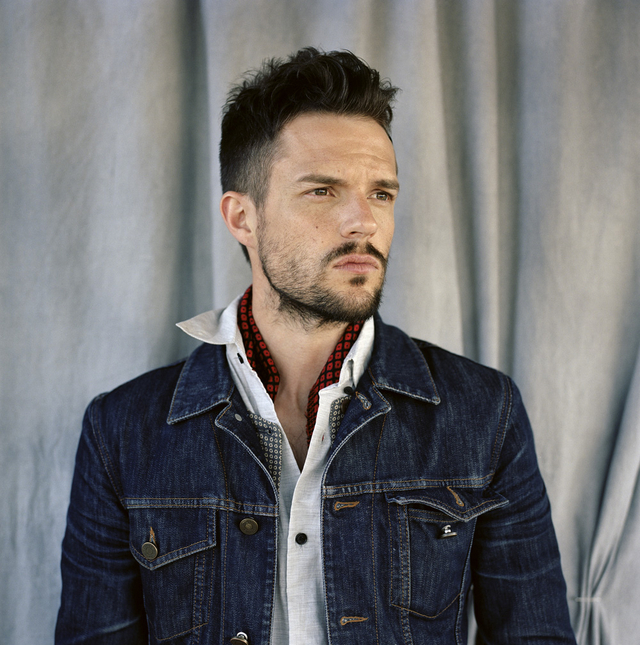
Flowers el 2011

Flowers es va casar amb Tana Mundkowsky el 2005 i viu a Las Vegas, Nevada, i Park City, Utah. Va escriure la cançó "Some Kind of Love" per a la seva dona mentre ella patia un trastorn complex de trastorn de posttraumatització. Ell i la seva dona tenen tres fills, nascuts els anys 2007, 2009 i 2011. Els seus fills van assistir al seu primer concert de Killers el juliol de 2017, al Hyde Park de Londres. Els seus pares es van conèixer quan era adolescent, i ell va escriure la cançó "A Dustland Fairytale" com a homenatge al seu matrimoni i al seu romanç de tota la vida. La seva àvia era de Lituània, i el seu cosí és Craig Barlow, membre del Saló de la Fama del Golf de Las Vegas.
És membre de l'Església de Jesucrist dels Sants dels Últims Dies. El 2012, va parlar de la seva religió al programa de televisió escandinau Skavlan. Ell i la seva família apareixen en un vídeo promocional al lloc web de l'església.
El seu retrat va ser pintat per l'artista britànic Joe Simpson per a la seva sèrie "Musician Portraits" que es va exposar al Royal Albert Hall el 2012.

## Filantropia
De 2006 a 2016, els Killers van publicar anualment senzills i vídeos de Nadal en ajuda de l'organització benèfica Product Red, donant suport al Fons Mundial per Lluitar contra la Sida, la Tuberculosi i la Malària. Els senzills van formar més tard l'àlbum recopilatori benèfic Don't Waste Your Wishes (2016). Sir Elton John va incloure a Flowers com un dels seus cinc herois principals mentre editava l'edició especial del Dia Mundial de la Sida de The Independent. Els Killers també han contribuït amb cançons per a àlbums de versions amb els beneficis destinats a organitzacions benèfiques que donen suport a l'ajuda en cas de desastres naturals (Rhythms del Mundo Classics) i zones afectades per la fam (AHK-toong BAY-bi Covered). The Killers van coorganitzar un concert benèfic el desembre de 2017 per als afectats pel tiroteig de Las Vegas de 2017, recaptant més de 700.000 dòlars.

## Artística
Influències
Flowers ha enumerat Oingo Boingo, Duran Duran, Pet Shop Boys, The Smiths, the Cars i Depeche Mode com a influències musicals.
Estil musical i veu
Flowers és considerat com un destacat líder del revival de la nova onada dels anys 2000. Com a artista solista, Flowers va exposar per primera vegada elements del rock del cor i del rock alternatiu d'estil new-wave. En el seu segon àlbum, Flowers va mostrar tendències pop més grans, fet que va portar a Rolling Stone a doblar The Desired Effect, "el millor àlbum pop directe fet per una estrella de rock en la memòria recent". Flowers és un tenor.
El cantant principal d'U2, Bono, va elogiar la veu de Flowers a "The Globe and Mail" el 2015, dient "El necessitem a la ràdio... La seva veu!"

## Discografia
The Killers
- Hot Fuss (2004)
- Sam's Town (2006)
- Sawdust (2007)
- Day & Age (2008)
- Battle Born (2012)
- Wonderful Wonderful (2017)
- Imploding the Mirage (2020)
- Pressure Machine (2021)

Sol
- Flamingo (2010)
- The Desired Effect (2015)

## Gires
- Flamingo Road Tour (2010–11)
- The Desired Effect Tour (2015)

## Premis i nominacions
Brandon Flowers ha estat guardonat amb el Q Idol Award.
The Killers han estat nominats a set Premis GRAMMY, vuit Premis BRIT i dos Premis World Music.